# Sri Lanka nos Jogos Olímpicos de Verão de 1980
O Sri Lanka competiu nos Jogos Olímpicos de Verão de 1980, realizados em Moscou, União Soviética.